# Luna 13
Luna 13 (in russo Луна-13?) fu una sonda lanciata dall'URSS. Fu la seconda sonda ad effettuare un atterraggio morbido sulla Luna e ad inviare immagini del suolo lunare.

## La missione
Luna 13 fu lanciata il 21 dicembre 1966 alle 10:17:00 UTC e raggiunse la Luna senza intoppi il 24 dicembre 1966. Poco dopo, il modulo di atterraggio si separò dalla sonda ed iniziò la discesa sulla Luna e allunò nell'Oceanus Procellarum. Successivamente fu attivato il sistema di comunicazione e video e la sonda poté iniziare a trasmettere le immagini a Terra.

## La sonda
A differenza delle precedenti, Luna 13, oltre al sistema televisivo includeva anche diversi strumenti scientifici.
Un accelerometro a 3 assi inserito nel lander registrò la forza di impatto al momento dell'atterraggio e permise di sondare la superficie lunare fino ad una profondità di 20–30 cm. Inoltre, due bracci a molla contenevano importanti strumenti.

Il primo consisteva in un penetrometro che doveva misurare la forza necessaria a penetrare la roccia lunare, tale spinta era fornita da una piccola carica d'esplosivo.
Il secondo era un densitometro, usato per dedurre la densità della regolite lunare. 

Quattro radiometri misurarono la radiazione infrarossa sulla superficie e indicarono che a mezzogiorno la temperatura arrivò a 117° ±3 °C. Inoltre fu misurata la radiazione ambientale che risultò inferiore al limite dannoso per l'uomo.
Il lander inviò un totale di cinque panoramiche del luogo di atterraggio, rivelando un paesaggio più morbido rispetto a Luna 9, e anche se una telecamera si guastò, questo non inficiò sulla qualità delle riprese.
I contatti furono persi il 28 dicembre alle 06:13 UTC quando le batterie di bordo si esaurirono.